# 吳勝旭
吳勝旭（1963年—），韓國電影導演、編劇，另譯吳承旭。

## 生平
吳勝旭出生於韓國首爾，畢業於首爾大學雕塑系，同時也是著名的電影評論家。 
2015年執導的《無賴漢》入圍第68屆坎城影展一種注目單元開幕片 ，主要作品有無賴漢。

## 作品列表

### 導演作品
- 2000年：《雙生警賊（朝鲜语：킬리만자로_(2000년_영화)）》（Kilimanjaro）[4]
- 2015年：《無賴漢》（The Shameless）[5]
- 2024年：《左輪手槍》（Revolver）[6]

### 編劇作品
- 1997年：《綠鱼》（Green Fish）[7]
- 1998年：《八月照相館》（Christmas in August）[7]
- 2000年：《雙生警賊（朝鲜语：킬리만자로_(2000년_영화)）》（Kilimanjaro）[4]
- 2002年：《隔兇殺人（英语：H_(2002_film)）》（H）[7]
- 2015年：《無賴漢》（The Shameless）[5]
- 2024年：《左輪手槍》（Revolver）[6]

## 外部連結
- 吳勝旭在韩国电影数据库（KMDb）上的資料（韓語）
- 吳勝旭在互联网电影资料库（IMDb）上的資料（英文）